# Плат Адамс
Плат Адамс (енгл. Platt Adams; Белвил, 23. март 1885 — Normandy Beach, Њу Џерзи, 27. фебруар 1961) је био амерички спортиста. Талкмичио се у атлетици и био је специјалиста за скокове без залета, али је бацао и диск и играо бејзбол. Био је два пута репрезентативац САД на Олимпијским играма.
На Олимпијским играма 1908 у Лондону такмичио се у чертири дисциплине: скоку удаљ без залета где је био пети резултатом 3,11 м, скоку увис без залета делио је 5 до 7 место скоком 1,47 m, резултати у бацању диска и грчког диска су непознати.
Четрири године касније на Олимпијским играма 1912 у Стокхолму освојио је златну медаљу у скоку увис без залета, скочивши 1,63 м. У скоку удаљ из залета био је други. Скочио је 3,36 м. Био је пети у троскоку (14,09 м и 23 у скоку увис са 1,70 м. На истим Олимпијским играма играо је и бејзбол, који је био на програму као демонстрациони спорт.

## Галерија
- Адамс у скоку увис без залета на ОИ 1912.
- Адамс у скоку увис без залета на ОИ 1912. прескаче летвицу.
- Адамс у скоку увис без залета на ОИ 1912.